# Мажена Гмєлевич
Мажена Гмєлевич (пол. Marzena Hmielewicz; нар. Вроцлав) — польська фотографка, фотокореспондентка.

## Життєпис
Мажена Гмєлевич народилася у Вроцлаві. Закінчила курс фотографії Вроцлавського фотографічного товариства, потім вивчала фотографію в Університеті образотворчих мистецтв у Познані та аудіовізуальні техніки в Массачусетському технологічному інституті. Її викладачем став Ян Борткевич. У 1993-2006 роках працювала фотокореспондентом у «Газета Виборча», перші кілька років — у Вроцлаві, а потім у варшавському відділенні. З 2006 року працює як вільний фотограф. Разом з Марціном Ямковським є співзасновником колективу «Adventure Pictures». Її фотографії з'являлися в польських та закордонних періодичних виданнях, серед яких «National Geographic», «Financial Times», «Newsweek», «Polityka», «Wysokie Obcasy» та «Duzy Format», а також у книжкових виданнях.
У 1990 році почала співпрацювати з Вроцлавським театром пантоміми, фотографуючи багато вистав, зокрема «Карденіо і Целінда, або Нещасно закохані» режисера Генрика Томашевського. Її фотографії вроцлавського концерту Станіслава Сойки та Януша Іванського увійшли до альбому митців «Неопозитив» (1992).
Вона створила фотографії та кадри для документального фільму «Урятовані з потопу» (2017) про розкопки об'єктів з річки Вісли часів Шведського потопу вченими Варшавського університету. Її фотографії були представлені на численних виставках, таких як «Урятовані з потопу», «Територія» та групова виставка «Єдина. Нерозказані історії польських фотографок у Будинку спіткань з історією» (2021), а сама Гмєлевич стала однією з героїнь однойменної книги Моніки Шевчик-Віттек. Роботи із закордонних експедицій, в яких вона брала участь, були представлені, зокрема, в рамках виставки «Штойбен, кривава таємниця Балтійського моря», до якої увійшли її фотографії, що документують експедицію «National Geographic» до місця загибелі генерала СС фон Штойбена (організація «National Geographic» та Міський музей Вроцлава).
Гмєлевич був нагороджений призами на конкурсах Polish Press Photography 1995 (Варшава), Euro Press Photo Awards 1995 (Стокгольм) та Humanity Photo Awards 2015 (Шангрі-Ла).